# Romain Gasmi
Pour les articles homonymes, voir Gasmi.
Romain Gasmi, né le 15 février 1987 à Lyon 3e, est un footballeur français.

## Biographie

### Vie footballistique
Romain Gasmi rejoint le RC Strasbourg à seize ans, et signe son premier contrat professionnel avec le club deux ans plus tard, à la suite de la victoire en Coupe Gambardella. Peu utilisé dans le club strasbourgeois, il est prêté au Southampton FC qui ne lève pas l'option d'achat. De retour au RC Strasbourg, avec qui il signe un nouveau contrat, son temps de jeu n'augmente pas.
En fin de contrat, il signe après six mois de chômage dans le club amateur de Mont d'Or Azergues. Il rejoint en 2011 le Bangkok United. En 2016, il rejoint le Chiang Mai FC.
Après 6 ans en Thaïlande, il décide de revenir en France, plus précisément en Alsace, région à laquelle il est particulièrement attaché à la suite de sa formation au RC Strasbourg, pour que son fils puisse y faire sa scolarité. Il fait donc une pause dans le football durant la saison 2017-2018 et revient sur le terrain au sein du SR Colmar en 2018. Il a fortement contribué à la montée du club en R1, avec l'ambition de montée encore plus haut dans les années qui suivirent.

### Vie privée
Sa femme est une influenceuse, appelée SOAI (de son vrai prénom Amina ). Il apparaît souvent dans les vidéos de sa compagne et dans de nombreux vlogs, ainsi que leurs deux fils Ilyès et Milhan.